# 네이딘 고디머
네이딘 고디머(Nadine Gordimer, 1923년 11월 20일 - 2014년 7월 13일)는 남아프리카 공화국의 소설가이다. 1974년 부커 상을, 1991년에는 노벨 문학상을 받았다.
요하네스버그 교외 이스트랜드 지역의 탄광촌 스프링스(Springs)에서 이지도어 고디머와 낸 고디머의 딸로 태어났다. 그의 아버지는 리투아니아에서 13세에 이민한 유대인이고 어머니는 잉글랜드인이다. 요하네스버그에 거주한 네이딘 고디머의 부모는 그를 기독교인으로 키우게 된다.
그는 성공회 수녀원 학교에서 교육을 받았다. 위트워터스랜드 대학교에서 일 년 수학했지만 학위과정을 마치지는 않았다. 1960년대와 1970년대에는 미국의 여러 대학에서 가르쳤다. 남아프리카 공화국이 오랜 기간 실시하였던 인종분리정책인 아파르트헤이트를 재검토하고 대체시킬 것을 요구하였다. 그의 작품에서 흔히 다뤄지는 주제도 인종 때문에 갈라진 그의 조국의 윤리적·정신적 갈등이다.
그의 첫 출판 작품은 《Children's Sunday Express》 지에 실린 어린이를 위한 단편 《The Quest for Seen Gold》이다. 1949년 첫 단편집 《Face to Face》를 출간하였다. 첫 소설인 《The Lying Days》는 1953년 출판되었다.
1954년 평판있는 화상(art dealer)인 라인홀드 캐시러(Reinhold Cassirer)와 결혼했고, 1955년에는 아들 휴고를 낳았다.

## 같이 보기
- 여자 노벨상 수상자 목록